# Jezioro Kozie
Jezioro Kozie (kasz. Jezoro Kozé) – jezioro rynnowe leżące na Pojezierzu Kaszubskim, w powiecie bytowskim województwa pomorskiego.

## Morfometria
Według urzędowego spisu opracowanego przez Komisję Nazw Miejscowości i Obiektów Fizjograficznych (KNMiOF) nazwa tego jeziora to Jezioro Kozie. W różnych publikacjach i na mapach topograficznych jezioro to występuje pod nazwą Jezioro Kozińskie.
Powierzchnia zwierciadła wody według różnych źródeł wynosi od 100,0 ha do 103,0 ha. do ha.
Zwierciadło wody położone jest na wysokości 99,5 m n.p.m. lub 99,6 m n.p.m. Średnia głębokość jeziora wynosi 6,8 m, natomiast głębokość maksymalna 16,9 m.
W oparciu o badania przeprowadzone w 1995 roku wody jeziora zaliczono do II klasy czystości.

## Przyroda
Jezioro charakteryzuje się wysoką i prawie całkowicie zalesioną linią brzegową (częściowo starodrzew iglasty z obficie występującymi borówkami). Same brzegi całkowicie porasta trzcina, przez co dostęp do wody jest bardzo utrudniony. W wodach akwenu występują szczupaki (najczęściej kilogramowe) i okonie, a także niewielkie ilości leszczy i płoci. 